# أريال (فلم)
أريال (بالفنلندية Ariel) فيلم فنلندي من إخراج أكي كاوريسمكي سنة 1988.

## روابط خارجية
- مقالات تستعمل روابط فنية بلا صلة مع ويكي بيانات